# De Wandre
Établissements F. De Wandre war ein belgischer Hersteller von Automobilen.

## Unternehmensgeschichte
Das Unternehmen aus der Chaussee de Jette in Brüssel begann 1923 mit der Produktion von Automobilen. Der Markenname lautete De Wandre, gelegentlich auch Ford transformée. 1925 endete die Produktion.

## Fahrzeuge
Das Unternehmen stellte Fahrzeuge auf der Basis des Ford Modell T her. Die Fahrgestelle waren 14 cm tiefergelegt und 46 cm verlängert. Es gab einen modischen Spitzkühler. Zur Wahl standen die Karosserieformen dreisitziger Roadster, Tourenwagen, Limousine und Landaulet.